# 瓦茨拉夫·沃霍斯卡
瓦茨拉夫·沃霍斯卡（捷克語：Václav Vochoska，1955年7月26日—），捷克男子赛艇运动员。他曾代表捷克斯洛伐克参加1976年和1980年夏季奥林匹克运动会赛艇比赛，获得二枚铜牌。